# Argentinomyia catabomba
Argentinomyia catabomba är en tvåvingeart som först beskrevs av Samuel Wendell Williston  1891.  Argentinomyia catabomba ingår i släktet Argentinomyia och familjen blomflugor. Inga underarter finns listade i Catalogue of Life.